# Mayo (Patía)
Mayo je rijeka u Kolumbiji, lijeva pritoka rijeke Patie. Pripada tihooceanskom slijevu.